# Набережная Новикова-Прибоя
На́бережная Но́викова-Прибо́я — набережная на левом берегу Москвы-реки в районе Хорошёво-Мнёвники Северо-Западного административного округа города Москвы.

## Происхождение названия
Набережная получила своё название 11 апреля 1964 года в честь русского и советского писателя-мариниста Алексея Силыча Новикова-Прибоя.

## Описание
Набережная проходит от Проспекта Маршала Жукова до Улицы Паршина параллельно Хорошёвскому спрямлению. Слева примыкает набережная Иосифа Кобзона.

## Транспорт
597  Сокол — Набережная Новикова-Прибоя

## Полезные ссылки
Организации на набережной Новикова-Прибоя с сайта MOM.RU